# I Got Love (Nate Dogg)
I Got Love è un singolo del cantante statunitense Nate Dogg, pubblicato nel 2001 come primo singolo dal secondo album da solista di Nate Dogg, Music & Me.

## Tracce
- CD singolo

1. I Got Love — 3:58
2. I Got Love (Remix) (ft. Fabolous, B.R.E.T.T., Kurupt) — 4:01

## Classifiche
| Classifica (2001)                    | Posizione massima |
| ------------------------------------ | ----------------- |
| Stati Uniti                          | 50                |
| U.S. Billboard Hot R&B/Hip-Hop Songs | 12                |